# Skærmtrolden Hugo
Skærmtrolden Hugo er en dansk spilfigur, som er skabt af Ivan Sølvason og Niels Krogh Mortensen i 1990. Kendt fra Hugo-spillet, havde figuren havde sin debut den 7. september 1990 i TV 2s underholdningsprogram Eleva2ren, hvor publikum kunne ringe ind og styre figuren gennem et spil ved hjælp af telefontasterne. Figuren blev på dansk stemmelagt af Michael Brockdorf. I spillet skal Hugo redde Hugoline og deres børn, Trolderit, Trolderat og Trolderut fra skurken Afskylia, som holder dem fanget i et bur nede i en mine.

## Spil

### Skærmtrolden Hugo (1991)
Amiga og Commodore 64.

### Hugo På Nye Eventyr: Del 1 (1992)
Amiga.

### Hugo På Nye Eventyr: Del 2 (1992)
Amiga.

### Hugo (1994)
Gameboy.

### Hugo På Nye Eventyr (1994)
Amiga og PC.

### Hugo 2 (1997)
Game Boy.

### Hugo (1998)
PlayStation 1.

### Hugo: Den Fortryllede Eg (1998)
(AKA Hugo: The Magic Oak / Hugo: Leg Og Lær 1)
PC.

### Hugo: Den Magiske Rejse (1998)
(AKA Hugo: The Magic Journey / Hugo: Leg Og Lær 2)
PC.

### Hugo: Den Forheksede Rutschebane (1998)
(AKA Hugo: The Bewitched Rollercoaster / Hugo: Leg Og Lær 3)
PC.

### Hugo: Wild River (1999)
PC.

### Hugo 2 1/2 (1999)
Game Boy Color.

### Hugo 2 (2000)
PlayStation 1.

### Hugo: Jagten På Solstenene (2000)
(AKA Hugo: The Quest For The Sunstones)
Udgivet 3. november 2000.
PC og PlayStation 1.

### Hugo Classic #1 (2000)
PC.

### Hugo Classic #2 (2000)
PC.

### Hugo Classic #3 (2000)
PC.

### Hugo Classic #4 (2000)
PC.

## Musik

### Hugo Rap! - Skærmtrolden Hugo
| 1. | "Hugo Rap" | 4:31 |

| 2. | "Hu-gonat" | 3:13 |

## Film

### Hugo og diamantmånen (aflyst)
Instrueret og skrevet af Jørgen Klubien.
Budget på 100 mio. kr. støttet af METRONOME/ITE.
Skulle have premiere i slutningen af 2002.

### Hugo – The World's Worst Comeback (aflyst)
Instrueret af Philip Einstein Lipski og Mikko Pitkänen. Produceret af Petteri Pasanen og Trine Heidegaard. Skrevet af Tim John and Timo Turunen. Skulle være udgivet 2. August 2018 i Rusland og Ukraine.